# Renaldo and the Loaf
Pour les articles homonymes, voir Renaldo.
Renaldo And the Loaf était un duo britannique constitué de David Janssen (« Ted the Loaf ») et Brian Poole (« Renaldo Malpractice », ou « Renaldo M »). Ils jouaient une musique étrange faite de détournement d'instruments, divers effets et de collages de bandes magnétiques, à la manière des Residents qui les signèrent sur leur label Ralph Records.

## Discographie

### Albums
- Renaldo and the Loaf play "Struvé and Sneff" (1984 Ralph Records)
- Songs for Swinging Larvae (1981 Ralph Records)
- Arabic Yodelling (1983 Ralph Records)
- Title in Limbo (1983 Ralph Records) (avec les Residents)
- Olleh Olleh Rotcod (1985) (compilation)
- The Elbow is Taboo (1987 Some Bizzare)
- Gurdy Hurding (2016 Klanggalerie)